# Río Bidasoa
Río Bidasoa este o arie protejată (arie specială de conservare — SAC, sit de importanță comunitară — SCI) din Spania întinsă pe o suprafață de 387,04 ha, integral pe uscat.

## Localizare
Centrul sitului Río Bidasoa este situat la coordonatele 43°07′53″N 1°38′31″W / 43.1314°N 1.6419°V.

## Înființare
Situl Río Bidasoa a fost declarat sit de importanță comunitară în februarie 1999 pentru a proteja 1 specie de plante și 22 de specii de animale. Situl a fost protejat și ca arie specială de conservare în iulie 2014.

## Biodiversitate
Situată în ecoregiunea atlantică, aria protejată conține 10 habitate naturale: Pajiști uscate seminaturale și facies de acoperire cu tufișuri pe substraturi calcaroase (Festuco-Brometalia) (* situri importante pentru orhidee), Lacuri eutrofice naturale cu vegetație de tip Magnopotamion sau Hydrocharition, Păduri de Castanea sativa, Râuri de munte și vegetația lor lemnoasă cu Salix elaeagnos, Râuri cu maluri nămoloase cu vegetație de Chenopodion rubri p.p. și Bidention p.p., Cursuri de apă de la nivel de câmpie la nivel montan, cu vegetație Ranunculion fluitantis și Callitricho-Batrachion, Formațiuni ierboase bogate în specii de Nardus, dezvoltate pe substraturi silicioase în zone montane (și în zone submontane, în Europa continentală), Păduri aluvionare cu Alnus glutinosa și Fraxinus excelsior (Alno-Padion, Alnion incanae, Salicion albae), Păduri de stejar sau de stejar și carpen sub-atlantice și medio-europene de Carpinion betuli, Pajiști uscate europene.
La baza desemnării sitului se află mai multe specii protejate:
- plante (1): Vandenboschia speciosa
- păsări (9): fluierar de munte (Actitis hypoleucos), pescăruș albastru (Alcedo atthis), stârc cenușiu (Ardea cinerea), mierla de apă (Cinclus cinclus), lișiță (Fulica atra), găinușă de baltă (Gallinula chloropus), Larus argentatus, Phalacrocorax carbo sinensis, corcodel mic (Tachybaptus ruficollis)
- mamifere (3): Galemys pyrenaicus, vidră de râu (Lutra lutra), nurcă (Mustela lutreola)
- nevertebrate (5): Austropotamobius pallipes, Elona quimperiana, Euplagia quadripunctaria, Margaritifera margaritifera, Oxygastra curtisii
- pești (5): Alosa alosa, Cottus aturi, Parachondrostoma miegii, Petromyzon marinus, somonul (Salmo salar)

Pe lângă speciile protejate, pe teritoriul sitului au mai fost identificate 2 specii de amfibieni, 1 specie de pești.